# ملک راج آنند
ملک راج آنند (انگلیسی: Mulk Raj Anand; ۱۲ دسامبر ۱۹۰۵ – ۲۸ سپتامبر ۲۰۰۴) نویسنده، رمان‌نویس و روزنامه‌نگار اهل هند بود. وی به‌خاطر به تصویر کشیدن زندگی فقیرنشینان در جامعه سنتی هند شناخته می‌شود.